# Jevgenij Babitj
Jevgenij Makarovitj Babitj (ryska: Евгений Макарович Бабич), född 7 januari 1921 i Moskva, död 11 juni 1972 i Moskva, var en sovjetisk ishockeyspelare.
Han blev olympisk guldmedaljör i ishockey vid vinterspelen 1956 i Cortina d'Ampezzo.